# The Wrestler (1974)
The Wrestler ist ein US-amerikanischer Independent-Film von Jim Westermann. Der Film wurde von W.R. Frank sowie dem Wrestler und Hauptdarsteller Verne Gagne produziert. Das Filmdrama spielt im Wrestling-Milieu und handelt von einem Promoter.

## Handlung
Wrestling-Promoter Frank Bass hat den Top-Wrestler Mike Bullard unter Vertrag, den derzeitigen World Champion. Doch Mike ist mittlerweile in die Jahre gekommen und es wird immer schwerer adäquate Gegner für ihn zu finden. Und das gerade jetzt, wo sich verschiedene Promoter zusammenschließen, um eine Art „Super Bowl“ des Wrestlings zu veranstalten. Zudem ist Mikes Frau Betty gar nicht mehr von der Karriere ihres Mannes begeistert und drängt diesen, seine Ringstiefel an den Nagel zu hängen.
Da trifft es sich gut, dass Frank das junge, britische Nachwuchstalent Billy Taylor vorgestellt bekommt. Doch irgendwie hat die örtliche Mafia davon Wind bekommen und setzt Frank ebenfalls unter Druck. Zwar wird Frank immer wieder von seinen beiden Wrestlern The Crusher und The Bruiser gerettet, aber die Angst bleibt. Auch nicht vorteilhaft ist es, dass sich gerade vor kurzem ein Todesfall im Ring ereignet hat.
Frank beginnt langsam, den Kampf zu arrangieren. Er lässt Billy bei einem Sparring-Match gegen Nick Bockwinkel antreten und stellt Billy und Mike einander vor. Mike lässt den jungen Wrestler in seinem Haus trainieren und führt ihn seiner Wrestling-Klasse vor. Am Ende steht der Kampf fest.
Am Tag des Hauptkampfes überfällt der Mob jedoch Frank und seine Sekretärin/Geliebte Debbie. Sie schlagen Frank zusammen und wollen so Mike unter Druck setzen, damit dieser verliert. Doch wieder einmal kommen Frank The Buiser und The Crusher zu Hilfe, die die Gangster aus der Umkleide werfen. Der Kampf kann beginnen. Nach einigen Aktionen sieht es zunächst für Mike nicht so gut aus, doch kann er letztlich seinen Finishing-Move, den berüchtigten Dropkick aus den Seilen ansetzen.

## Hintergrund
Der Film entstand mit einem Budget von 450.000 US-Dollar und basierte auf einer Idee von Gagne. Der damals 47-jährige Wrestler und Promoter übernahm auch die Finanzierung und ließ sich dementsprechend auch als Hauptrolle in den Film schreiben. Der Film enthält eine Reihe der bekanntesten Wrestlingstars der 1970er Jahre, die bei Verne Gagnes Promotion American Wrestling Association (AWA) zu dieser Zeit unter Vertrag standen, darunter Don Muraco, Danny Hodge, Superstar Billy Graham, Hard Boiled Haggerty, Dusty Rhodes, Ric Flair (noch am Anfang seiner Karriere und in den Credits als „Rick Flair“ genannt), Larry Henning, Ken Patera und Dory Funk, Jr. Auch die Promoter Vincent J. McMahon (Vater von Vince McMahon), Eddie Graham und Wally Karbo spielen sich im Film selbst.
Der Film wurde erstmals am 19. Februar 1974 in Minneapolis, Minnesota gezeigt, wo die AWA ihren Sitz hatte. Channel 11 veranstalteten eine Gala zur Premiere. Besonders lokal war der Film ein großer Erfolg und spielte ungefähr 2 Millionen US-Dollar ein.
2012, drei Jahre vor Gagnes Tod, wurde der Film im Zuge der Veröffentlichung von The Wrestler – Ruhm, Liebe, Schmerz in Minneapolis aufgeführt. Gagne, der schon eine Zeitlang unter Demenz litt, trat dort ein letztes Mal zusammen mit seinem Sohn Greg Gagne in der Öffentlichkeit in Erscheinung.

## Kritiken
Zu seiner Zeit wurde der Film relativ gut aufgenommen. Es gab nicht viele Wrestlingfilme, sieht man von den Lucha-Filmen der 1960er/1970er ab, so dass Gagne Neuland betrat. Zu jener Zeit war Kayfabe noch intakt, so dass der Blick hinter die Kulissen an die Arbeit eines Boxpromoters erinnerte.
Marc Thibideau verriss den Film allerdings in einer Ausgabe des Wrestling-Monthly-Magazins. Er kritisierte vor allem den Plot sowie das seichte Drehbuch. Gelobt wurde der Film dagegen von Andy Bator, der den Film als „good clean fun“ beschrieb. Beide lobten die Arbeit der Wrestler, die zum Teil auch viel schauspielerisches Talent mitbrachten. Insbesondere Billy Robinson wurde gelobt.